# Windsor (Berkshire)
Windsor [ˈwɪnzə] ist eine Stadt in der englischen Grafschaft Berkshire. Sie liegt an der Themse und grenzt an den Südwesten Londons. Die Stadt hat 28.324 Einwohner und gehört zum Royal Borough of Windsor and Maidenhead. Der Name ist eine Verkürzung von Windleshore (sinngemäß: Flussufer mit einer Winde). Von dem Ort leitet sich der seit 1917 gültige Name Haus Windsor des britischen Königshauses ab.

## Bauwerke
In Windsor befinden sich Windsor Castle, eine der offiziellen Residenzen der britischen Königsfamilie, sowie Frogmore House, eine ehemalige Residenz. Aus diesem Grund verfügt Windsor, obwohl es sich nur um eine Kleinstadt handelt, über zwei Bahnhöfe, ein Theater und eine Reihe Hotels. Zu den Sehenswürdigkeiten gehört ferner der Legoland-Freizeitpark, der 1996 auf dem Gebiet eines früheren Safari-Parks errichtet wurde. Windsor liegt gegenüber von Eton, getrennt durch die Themse. Die über den Fluss führende Windsor Bridge ist heute nur noch für Fußgänger passierbar.
Ebenfalls erwähnenswert ist die Windsor Parish Church of St John Baptist. Diese Kirche entstand auf den Fundamenten eines Vorgängerbaus nach Plänen des Architekten Charles Hollis und wurde 1822 durch den Bischof von Salisbury eingeweiht. Das Gotteshaus im Tudorstil erhielt im Jahr 1870 seine Kanzel und die Apsis, beide entworfen von Samuel S. Teulon. Im Innenraum hängt ein Gemälde des aus Rostock stammenden britischen Hofmalers Franz de Cleyn (1582–1658), das Abendmahl darstellend. Es befand sich zuvor in der Kirche St. Georg in Windsor.

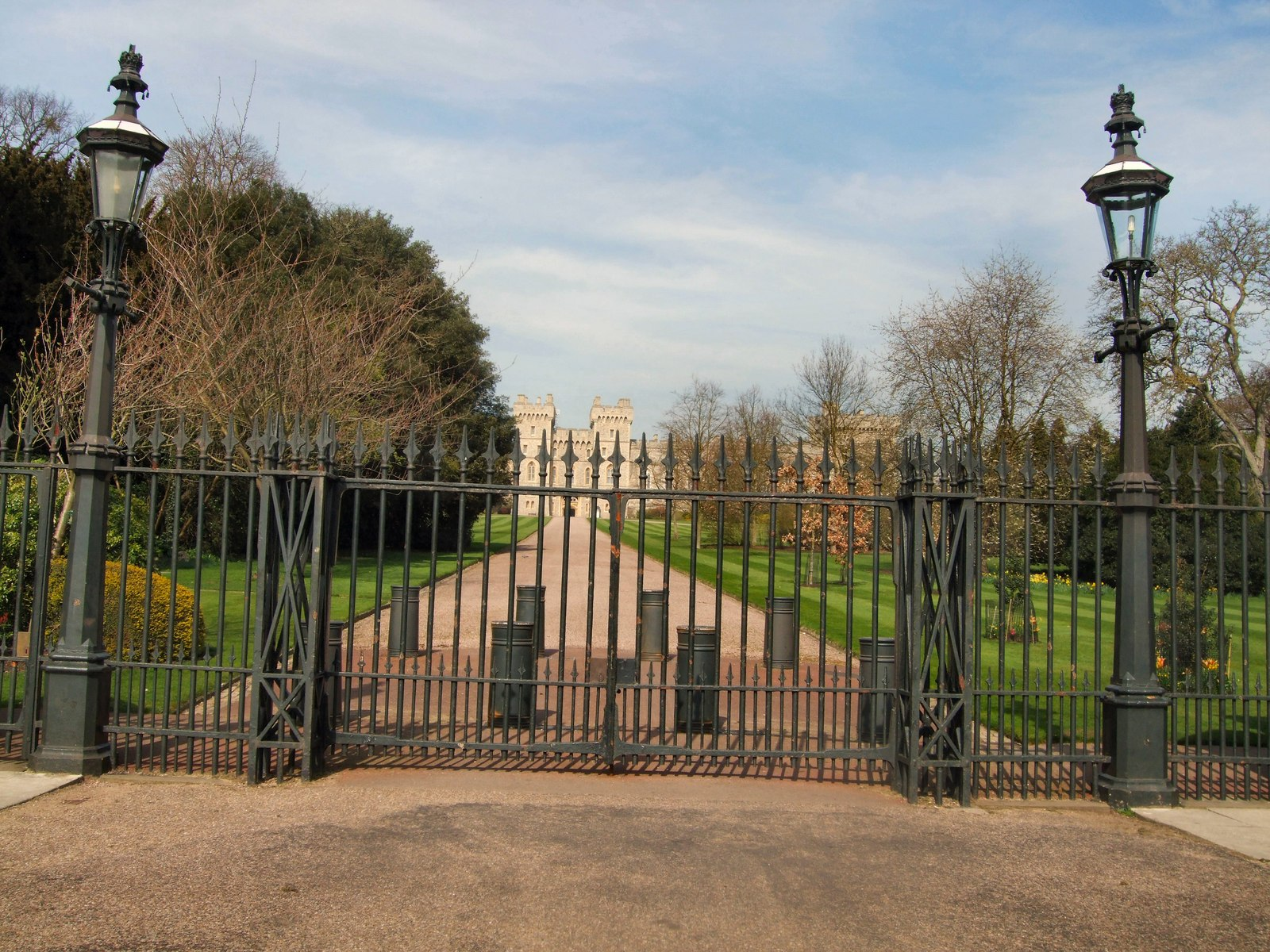
Cambridge Gate, Windsor

Wie jeder Ort verfügt auch Windsor über ein Rathaus, die Windsor Guildhall, das am Markt steht und einen offenen Arkadengang präsentiert. Die Royal Library und das Cambridge Gate sind weitere Bauwerke im Ort.

## Geschichte
Die Gründung Windsors geht auf die Zeit der Angelsachsen zurück. Der Ort wuchs aufgrund seiner Lage an der Themse und damit an der damaligen Hauptverkehrsader zwischen London und Zentralengland schnell. Im Domesday Book von 1086 ist Windsor als Ort mit einigen Hundert Einwohnern verzeichnet, für damalige Verhältnisse bereits eine größere Siedlung. Wilhelm der Eroberer fügte Windsor seinen persönlichen Ländereien zu.

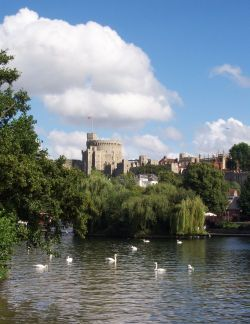
Windsor Castle und die Themse, von Eton aus gesehen

Zunächst bestand nur die Siedlung Windlesore (Old Windsor). Wilhelm baute jedoch eine Burg, Windsor Castle, in der Nähe der Siedlung Clewer. Die Burg zog im Laufe der Zeit eine Reihe Menschen an, weshalb sich langsam um Windsor Castle herum eine neue Siedlung bildete.  Die zunächst aus Holz bestehende Burg wurde im 11. Jahrhundert aus Steinen neu errichtet und von den Königen Heinrich II. (1154–1189) und Heinrich III. (1212–1272) ausgebaut und verstärkt.
1277 erhielt Windsor vom König eine Charta, die den Einwohnern verschiedene Rechte garantierte und den Händlern erlaubte, sich in einer Gilde zusammenzuschließen. Wöchentlich wurde ein Markt abgehalten. Seit 1350 fanden außerdem zweimal im Jahr Messen statt.
Nach einer Zeit des Niedergangs im 15. Jahrhundert erlangte Windsor im 16. Jahrhundert wieder an Bedeutung. Der Bau der St. Georg-Kapelle auf dem Gelände des Windsor Castle wurde schon 1475 unter der Regierung von König Eduard IV. (1416–1483) begonnen, aber erst während der Herrschaft von König Heinrich VIII. 1528 fertiggestellt.
Im englischen Bürgerkrieg wurde Windsor 1642 von Parlamentstruppen besetzt. Ein Versuch der Royalisten im Oktober des gleichen Jahres, Windsor und die Burganlage zurückzuerobern, scheiterte. Windsor blieb bis zum Ende des Krieges in der Hand der Parlamentarier.
Gegen Ende des 16. Jahrhunderts hatte Windsor mehr als 2000 Einwohner; 1801 waren es dann 3200. Bis 1851 hatte sich die Einwohnerzahl verdoppelt (6734), gegen Ende des 19. Jahrhunderts lebten mehr als 9000 Menschen in Windsor.
Die Industrielle Revolution des 19. Jahrhunderts, die viele englische Städte erheblich veränderte, ging an Windsor vorbei. 1849 wurde eine Eisenbahnverbindung zwischen Windsor und London in Betrieb genommen.
1901 gab es 14100 Einwohner.
Die Stadt Windsor ist vom Tourismus und Bank- und Finanzdienstleistungsunternehmen geprägt. Viele Einwohner pendeln nach Slough oder London.

## Verkehr

### Straßen- und Eisenbahnanschlüsse

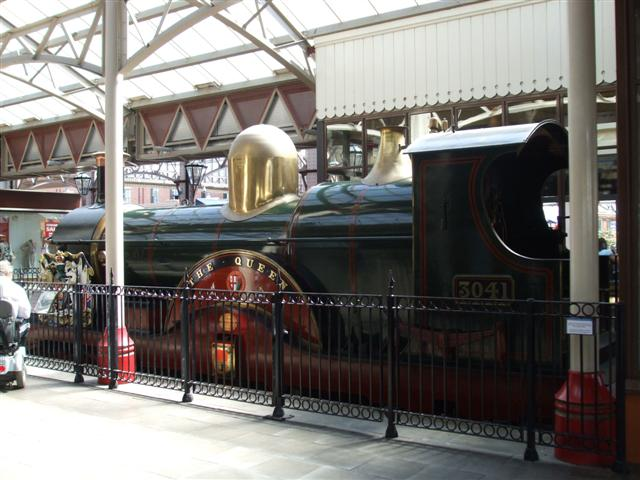
„The Queen“, Windsor and Eton Railway Station

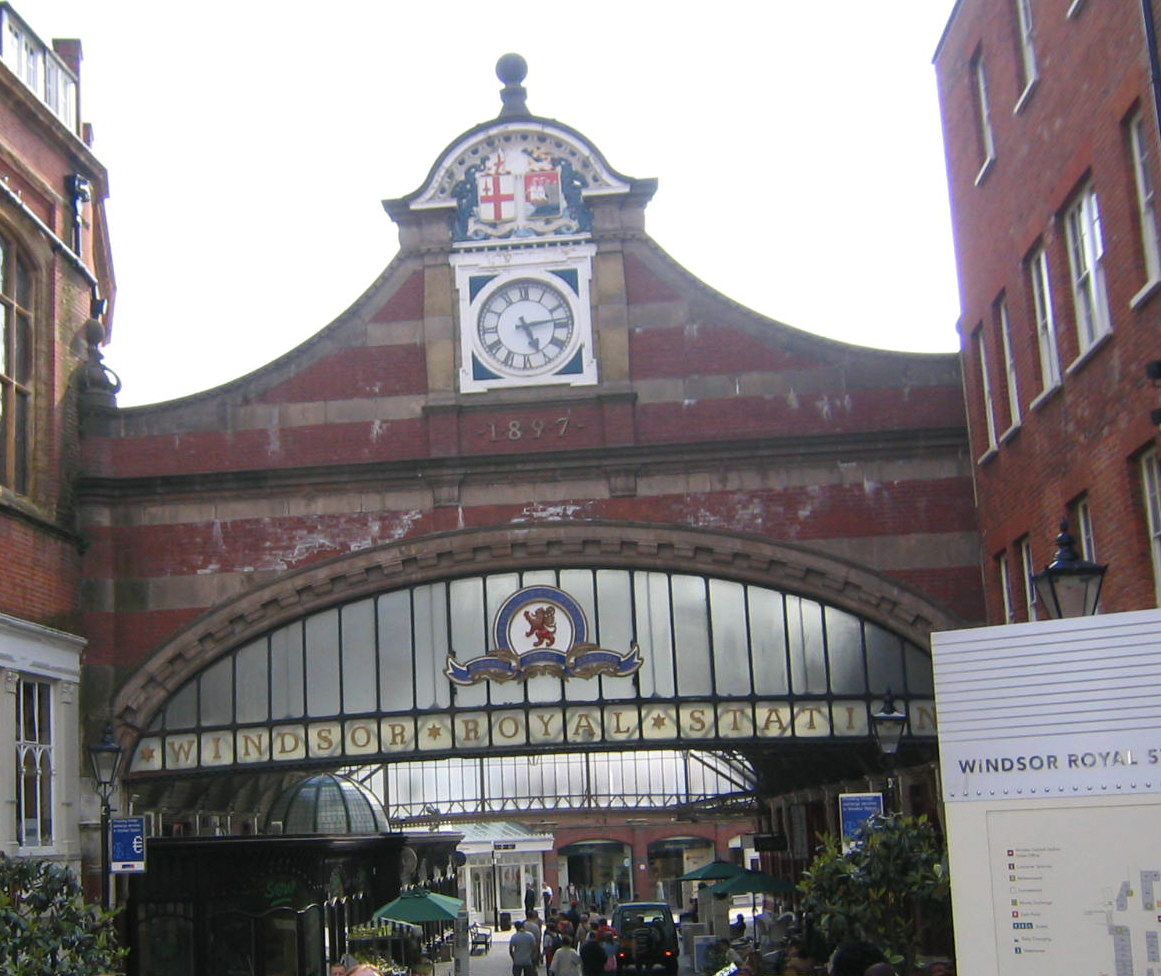
Eingang zum Bahnhof Windsor & Eton Central

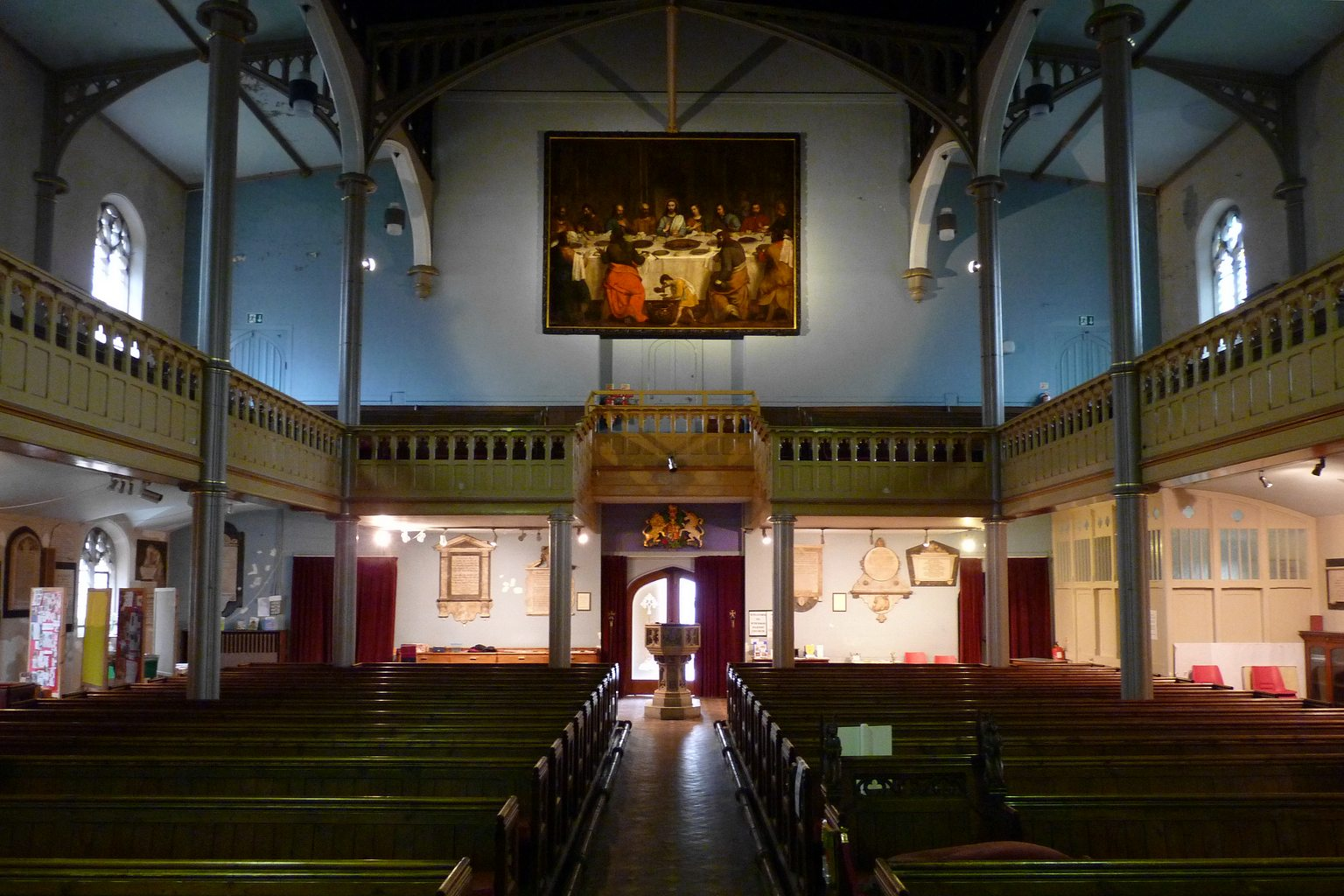
Windsor parish church Abendmal

Windsor ist über die Autobahn M4 an das britische Autobahnnetz angeschlossen. Vom Bahnhof Windsor and Eton Central fahren Züge nach Slough (von wo aus Paddington in London erreicht wird) und nach Maidenhead und Bristol. Vom Bahnhof Windsor and Eton Riverside fahren Direktzüge zum Londoner Bahnhof Waterloo. Beide Bahnhöfe wurden im 19. Jahrhundert von zwei konkurrierenden Eisenbahnunternehmen errichtet, um Königin Viktoria die Möglichkeit zu schaffen, per Zug nach Windsor zu gelangen. Der erstgenannte Bahnhof erhielt dann von ihr dieses Privileg.

### Museumszug
Im Bahnhof Windsor & Eton Central steht die Lokomotive The Queen des Sonderzugs, mit dem Königin Victoria zu reisen pflegte.

## Persönlichkeiten
- Frank Willis (1865–1932), Radierer
- William Palmer (1882–1967), Geher
- James Wilson (1891–1973), Langstreckenläufer
- Eric Nares (1892–1947), Generalmajor, Kommandant des Britischen Sektors von Berlin
- Pete Chilver (1924–2008), Jazzgitarrist und Hotelier
- Diana Dors (1931–1984), Schauspielerin und Entertainerin, starb dort
- Hugh Thomas (1931–2017), Historiker
- Charles R. Alcock (* 1951), Astronom
- Steve Adams (* 1958), Fußballspieler
- Andrew Weatherall (1963–2020), Musikproduzent und DJ
- Chesney Hawkes (* 1971), Popsänger und Filmschauspieler
- Claire Williams (* 1976), ehemalige stellvertretende Teamchefin bei Williams F1
- Dhani Harrison (* 1978), Musiker
- William Miller (* 1978), Schauspieler, Drehbuchautor und Sänger
- James Haskell (* 1985), Rugbyspieler
- Ollie Hancock (* 1987), Rennfahrer
- Ollie Millroy (* 1990), Autorennfahrer
- Charlotte Purdue (* 1991), Langstreckenläuferin
- Chris Froggatt (* 1993), Autorennfahrer
- Mallory Franklin (* 1994), Kanutin
- Amber Rutter (* 1997), Sportschützin